# L'Énigme de la rue Saint-Nicaise
 (janvier 2024).
Si vous disposez d'ouvrages ou d'articles de référence ou si vous connaissez des sites web de qualité traitant du thème abordé ici, merci de compléter l'article en donnant les références utiles à sa vérifiabilité et en les liant à la section « Notes et références ».
L’Énigme de la rue Saint-Nicaise est un roman policier historique de Laurent Joffrin publié en 2010. C'est la première des trois enquêtes du commissaire Donatien Lachance.

## Résumé
Le roman se déroule à partir de l’attentat de la rue Saint-Nicaise du  3 nivôse an IX (24 décembre 1800) auquel Napoléon, Premier Consul, et sa suite réchappent à la suite d’un retard dans l’explosion qui survient après le passage des voitures vraisemblablement dû à la défaillance d’un guetteur.
Napoléon arrivé un peu en retard à l’opéra assiste comme prévu à la représentation de l’oratorio La Création de Haydn.
Le récit se déroule au cœur de l’enquête à la recherche les coupables, les événements relatés étant très proches de la réalité historique comprenant un retour en arrière sur le siège de Granville. Des personnages imaginaires sont ajoutés, principalement ceux d'une intrigue amoureuse entre le commissaire Donatien Lachance, Olympe fille d’un pêcheur normand et Hyacinthe de Saint-Aubin, enfant naturel du marquis de Saint-Aubin déshérité par sa veuve.